# Tyler Freeman
Tyler Freeman est un joueur américain de soccer né le 9 janvier 2003 à Overland Park. Il joue au poste d'attaquant.

## Biographie

### En sélection
Avec les moins de 17 ans, il participe au championnat de la CONCACAF des moins de 17 ans en 2019. Les joueurs américains s'inclinent en finale face au Mexique.

## Palmarès
- États-Unis -17 ans
  - Finaliste du championnat de la CONCACAF des moins de 17 ans en 2019